# Sança Ximenis de Cabrera
Sança Ximenis –o Eiximenis– de Cabrera i de Prades (1393 - Barcelona, 18 de novembre de 1474), personalitat destacada dins l'aristocràcia catalana i promotora artística medieval de la capella sepulcral de Santa Caterina i Santa Clara de la catedral de Barcelona (tant la tomba d'alabastre com la pintura mural i el retaule). Actualment, la capella és dedicada a Sant Cosme i Sant Damià.

## Biografia
Sança Ximenis de Cabrera i de Prades era filla de Timbor de Prades –filla del comte Joan de Prades i de Sança Ximenis d'Arenós– i de Bernat IV de Cabrera, vescomte de Cabrera i de Bas, comte de Modica –fill de Margarida de Foix i de Bernat de Cabrera. Es té constància que va rebre el nom de la seva àvia materna, a qui Francesc Eiximenis va dedicar Lo Llibre de les dones.
Casada per poders en plena campanya de Sardenya l'any 1408 amb Arquimbau de Foix, senyor de Novalles o Navailles, el seu pare Arquimbald de Foix va pagar una dot de 16.000 florins d'or. Va quedar vídua el 10 de setembre de l'any 1419, després de la tràgica mort del seu marit. Aquest va morir després que fos traït i assassinat per Tanguy du Châtel, quan acompanyava el duc Joan de Borgonya (conegut com a Joan sense por) a Montereau per tal de pactar una treva amb el futur Carles VII de França. Aquest fet, amb terribles conseqüències polítiques, va fer trontollar també la vida personal de Sança Ximenis, que restava vídua amb dues filles petites, Isabel i Joana.
Tot i les dificultats, va ser una vídua activa i compromesa que va haver de pledejar per recuperar el seu dot, encara que finalment no el va recuperar del tot.
Es creu que per la seva relació amb la cort de Borgonya va entrar en contacte amb l'art i va ser aquest fet el que la va induir a instituir una capella a la catedral de Barcelona, llavors en construcció. L'any 1431, va pagar la quantitat de 300 florins i se li va fer la cessió a l'any següent de la capella de Santa Clara i Santa Caterina (en l'actualitat dels Sants Cosme i Damià). Sança Ximenis, com a bona promotora d'obres d'art, va encarregar la realització d'un sumptuós sepulcre a Pere Oller, esdevenint una de les obres més importants d'aquest escultor. I hi va fer pintar un retaule dedicat a les dues santes.

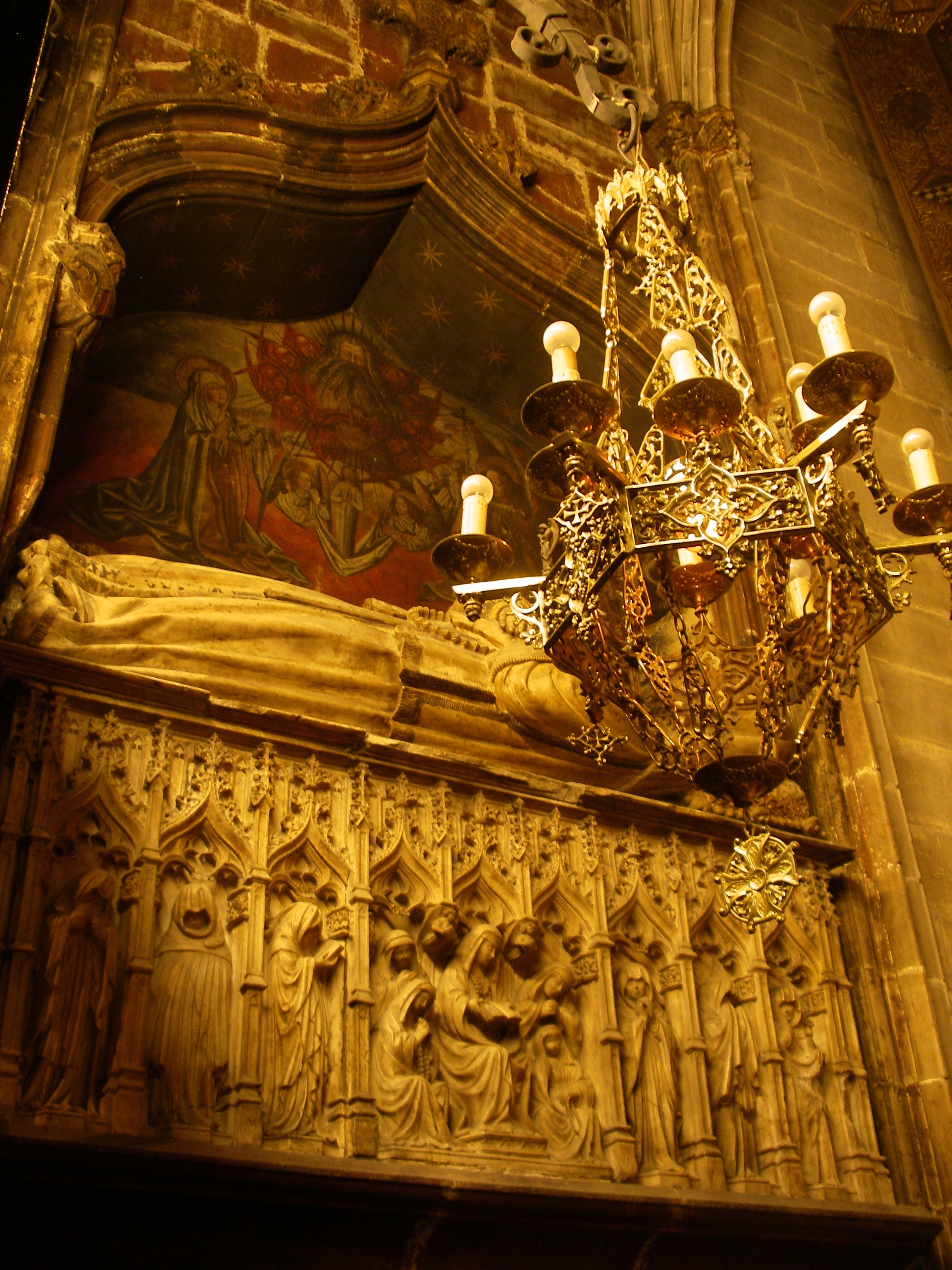
Sepulcre de Sança Ximenis de Cabrera, pintura de Pere Oller (s. XV)

La seva passió artística, no sols quedava reflectida amb la promoció d'obres d'art, sinó que també realitzava treballs de filatura amb les seves pròpies mans. Era també una dona lletrada que portava la seva comptabilitat (de fet, els volums que sorgeixen d'aquesta comptabilitat detallen aspectes d'enorme interès per a l'estudi del funcionament diari d'una casa acomodada de l'època), llegia un llibre d'hores i escrivia cartes.
D'altra banda, com a senyora feudal, des del 1439, Sança s'ocupava de la senyoria banal de la vall d'Osor, i tenia sota el seu domini un extens patrimoni de seixanta-tres masos i les mines. A més, anava a cobrar els censos i a impartir justícia personalment. Tot i això, aquests drets van acabar sent-li sostrets per Verntallat en connivència amb el rei Joan II, tot i que la família Cabrera donava suport al bàndol realista durant la Guerra civil.
Al seu testament, datat l'1 de febrer de 1471, demana ser enterrada a la catedral de Barcelona, a la capella de Santa Clara, vestida de negre i amb cordó franciscà, i entre altres donacions de la seva fortuna, va nomenar hereus universals l'hospital de la Santa Creu i la Pia Almoina de la catedral i va repartir els seus mobles entre institucions i persones de la seva confiança, amb la voluntat expressa que aquells que portessin el seu escut no es venguessin, sinó que fossin cremats.
Finalment, el juliol de 1472, Sança Ximenis caigué malalta i restà prostrada al llit, vella i gairebé arruïnada, fins al dia de la seva mort, el 18 de novembre de 1474 a Barcelona. Va ser soterrada a la catedral de Barcelona, a la capella que ella havia fundat.

## Cartes de Sança Ximenis
Tenint en compte la responsabilitat de Sança Ximenis sobre l'explotació dels censos d'Osor i la defensa dels seus drets sobre la vall situada a les Guilleries, gran part dels papers solts i cartes que s'han trobat escrits per ella, parlen dels problemes d'Osor. I generalment, sobre la tensió existent entre pagesos i pageses i els seus senyors o senyores en una època de revoltes camperoles i de crisi del sistema feudal.
Aquesta correspondència, a més d'explicar-nos diversos fets i situacions ocasionats per aquestes revoltes, ens presenten la problemàtica des d'un punt de vista femení, reflectint la mentalitat de l'aristocràcia de l'època sota el guiatge de les senyores feudals, en un món que generalment regentaven homes. Això ens permet també fer una lectura diferent de la que es deriva de la documentació que normalment s'utilitza per a explicar el conflictiu segle xv. També es dona el cas que les implicades en els litigis i que apareixen sovint en les cartes de Sança Ximenis són dones: ella mateixa com a senyora jurisdiccional, Isabel de Cabrera com la seva procuradora, Violant de Recs com a senyora directa d'un mas, o una pagesa de remença amb qui tenen el conflicte, amb intercanvi d'acusacions arribades oralment o per carta.
En les cartes escrites per Sança Ximenis es reflecteixen, doncs, qüestions morals i la justícia entesa des de l'ordre plenament establert, és a dir, feudal, i amb el profit, drets i pràctiques utilitzades per a sustentar aquest poder. Però també el seu compromís i passió per l'art i la cultura i la necessitat de preservar-la, com demostra la promoció artística que va realitzar per la capella sepulcral de Santa Caterina i Santa Clara de la catedral de Barcelona, reconeguda com una de les accions artístiques de Sança Ximenis més importants.